# Yeyik (sockenhuvudort i Kina, Xinjiang Uygur Zizhiqu, lat 36,67, long 83,23)
Yeyik (kinesiska: 叶亦克, 叶亦克乡) är en sockenhuvudort i Kina. Den ligger i den autonoma regionen Xinjiang, i den nordvästra delen av landet, omkring 870 kilometer sydväst om regionhuvudstaden Ürümqi. Antalet invånare är 3 751. Befolkningen består av 1 845 kvinnor och 1 906 män. Barn under 15 år utgör 21,0 %, vuxna 15-64 år 72 %, och äldre över 65 år 6,0 %.
Trakten runt Yeyik är nära nog obefolkad, med mindre än två invånare per kvadratkilometer. Det finns inga andra samhällen i närheten. Trakten runt Yeyik är ofruktbar med lite eller ingen växtlighet.
Genomsnittlig årsnederbörd är 81 millimeter. Den regnigaste månaden är juni, med i genomsnitt 23 mm nederbörd, och den torraste är april, med 2 mm nederbörd.